# Pat Garrett

Pat Garrett

Patrick Floyd Jarvis Garrett (* 5. Juni 1850 in Cusseta, Chambers County, Alabama; † 28. Februar 1908 bei Las Cruces, New Mexico) war ein US-amerikanischer Sheriff im Lincoln County, New Mexico.
Als Sheriff von Lincoln County erschoss er am 14. Juli 1881 Henry McCarty (auch William Bonney oder Henry Antrim genannt), der als Billy the Kid Berühmtheit erlangte. In seiner Jugend arbeitete Garrett als Schweinezüchter und Ziegelbrenner in New Mexico, wo er in einer Bar Henry McCarty kennenlernte. Der neun Jahre jüngere McCarty und Garrett freundeten sich in dieser Zeit an.

## Leben
Garrett war das zweite von fünf Kindern von John Lumpkin Garrett und seiner Frau Elizabeth Ann Jarvis. Garretts vier Geschwister waren Margaret, Elizabeth, John und Alfred. Garrett war englischer Abstammung. Seine Vorfahren wanderten aus den englischen Grafschaften Hertfordshire, Northamptonshire, Bedfordshire, Lincolnshire und Buckinghamshire nach Amerika ein. Als Pat drei Jahre alt war, kaufte sein Vater die Plantage von John Greer in Claiborne Parish, Louisiana, wo Pat aufwuchs. Der Bürgerkrieg zerstörte jedoch die Finanzen der Familie Garrett. Ihre Mutter starb im Alter von 37 Jahren am 25. März 1867, als Garrett 16 Jahre alt war. Im darauf folgenden Jahr, am 5. Februar 1868, starb sein Vater im Alter von 45 Jahren. Die Kinder blieben mit einer Plantage zurück, die mit mehr als 30.000 Dollar verschuldet war. Die Kinder wurden von Verwandten aufgenommen. Der 18-jährige Garrett machte sich am 25. Januar 1869 von Louisiana aus auf den Weg nach Westen.:9 Garretts Aufenthaltsort in den nächsten sieben Jahren ist unklar. Bis 1876 war er in Texas auf Büffeljagd. Während dieser Zeit tötete Garrett seinen ersten Mann, einen anderen Büffeljäger namens Joe Briscoe. Garrett stellte sich in Fort Griffin den Behörden, die es jedoch ablehnten, ihn zu verfolgen.:29–31 Als die Büffeljagd nachließ, verließ Garrett Texas und ritt in das New-Mexico-Territorium. Als Garrett in Fort Sumner ankam, fand er zunächst Arbeit als Barkeeper, dann als Cowboy und Pferdepfleger für Pedro Menard „Pete“ Maxwell, wo er Henry McCarty kennenlernte. Später trennten sich die Wege der beiden. McCarty geriet mehr und mehr auf die schiefe Bahn. Billy the Kid wurde im Anschluss an den Lincoln-County-Rinderkrieg wegen Mordes gesucht.
Am 2. November 1880 wurde Garrett zum Sheriff von Lincoln County gewählt, nachdem er den amtierenden Sheriff George Kimball mit 320 zu 179 Stimmen besiegt hatte. Obwohl Garretts Amtszeit erst am 1. Januar 1881 begann, ernannte ihn Sheriff Kimball für den Rest seiner Amtszeit zum Hilfssheriff. Garrett erhielt außerdem den Auftrag eines stellvertretenden US-Marshals, der es ihm ermöglichte, Kid über die Staatsgrenzen hinweg zu verfolgen. Garrett und sein Trupp stürmten am 30. November 1880 die Dedrick-Ranch in Bosque Grande. Sie rechneten damit, Kid dort zu finden, konnten aber nur John Joshua Webb, der des Mordes angeklagt war, und einen angeklagten Pferdedieb namens George Davis festnehmen. Garrett übergab Webb und Davis ein paar Tage später dem Sheriff von San Miguel County und zog weiter zur Siedlung Puerto de Luna. Dort lieferte sich ein harter Bursche namens Mariano Leiva einen Kampf mit Garrett und wurde in die Schulter geschossen. Mehrere Gesetzeshüter hatten bereits versucht, Billy the Kid dingfest zu machen. Garrett bekam den Auftrag und konnte Billy schließlich stellen. Statt ihn einzusperren, gab er ihm sechs Wochen Zeit, sich nach Mexiko abzusetzen. Als Billy sich weigerte, begann die Jagd auf ihn. Garrett stellte Billy erneut am 23. Dezember 1880. Am 13. April 1881 wurde Billy zum Tode verurteilt. Vierzehn Tage später gelang Billy die Flucht aus dem Lincoln-County-Gerichtsgebäude. Garrett gab Billy abermals sechs Wochen Zeit, nach Mexiko zu gehen, aber Billy weigerte sich erneut. Am 14. Juli 1881 erschoss Garrett schließlich Billy ohne Vorwarnung, als dieser das Schlafzimmer im Haus von Pete Maxwell in Fort Sumner betrat. Billy war unbewaffnet. Aufgrund der Ablehnung seitens vieler Bürger musste Garrett die Belohnung von 500 Dollar mit Hilfe eines Anwalts erstreiten. Nachdem er Billy the Kid erschossen hatte, wurde er von den Leuten mehr und mehr gemieden.
Am 19. Dezember 1880 ritten Billy the Kid, Charlie Bowdre, Tom Pickett, Billy Wilson, Dave Rudabaugh und Tom O’Folliard in Fort Sumner ein. Dort lauerten Deputy Garrett und sein Trupp. Als sie O’Folliard mit Kid verwechselten, eröffneten Garretts Männer das Feuer und töteten O’Folliard. Billy und die anderen entkamen unversehrt. Drei Tage später trieb Garretts Trupp Billy und seine Gefährten an einem Ort namens Stinking Springs in die Enge. Sie töteten Bowdre und nahmen die anderen gefangen. Am 15. April 1881 wurde Billy the Kid von Richter Warren Bristol zum Tode durch den Strang verurteilt, entkam jedoch dreizehn Tage später und tötete zwei Hilfssheriffs.
Am 14. Juli 1881 besuchte Garrett Fort Sumner, um einen Freund von Kid über seinen Aufenthaltsort zu befragen und erfuhr, dass er bei ihrem gemeinsamen Freund Pete Maxwell wohnte. Gegen Mitternacht ging Garrett zu Maxwells Haus. Kid schlief in einem anderen Teil des Hauses, wachte aber mitten in der Nacht auf und betrat Maxwells Schlafzimmer, wo Garrett im Schatten stand. Kid erkannte den Mann, der im Dunkeln stand, nicht. Er fragte ihn wiederholt: „¿Quién es?“ („Wer ist es?“) und Garrett antwortete, indem er zweimal auf ihn schoss. Der erste Schuss traf Kid in die Brust, direkt über dem Herzen, während der zweite ihn verfehlte. Aus Garretts Bericht geht nicht hervor, ob Billy sofort tot war oder erst nach einiger Zeit starb.
Garrett kaufte sich eine Ranch in den Organ Mountains bei Las Cruces in New Mexico, die er an einen Mann namens Jesse Wayne Brazel verpachtete. Zwischen den beiden Männern kam es immer wieder zu Streitigkeiten, bis Garrett 1908 von Brazel erschossen wurde.
Garretts Grab befindet sich auf dem Masonic Cemetery in Las Cruces.

## Familie
Garretts erste Frau war Juanita Martinez, die im Mai 1860 in Taos, New Mexico, als Tochter von Antonio Domingo Martínez und María Manuela Trujillo geboren wurde und mit der er nach Cimarron zog. Ihre Mutter starb bei der Geburt einer Tochter, die ebenfalls starb, und danach zogen sie nach Fort Sumner zu ihrem Onkel Celedon Trujillo und seinem Arbeitgeber Lucien Maxwell. Garrett und Juanita heirateten im Herbst 1879, wobei unter anderem Tom O’Folliard, Charlie Bowdre und Billy the Kid der Hochzeit beiwohnten. Sie erkrankte während oder kurz nach der Zeremonie und starb 15 Tage später im Alter von 19 Jahren an Stress oder medizinischen Komplikationen. Sie wurde auf dem Fort Sumner Cemetery beigesetzt.
Der Hinweis von Leon C. Metz, Juanita sei die ältere Schwester von Pats zweiter Frau Apolinaria, ist unbegründet. Apolinaria hatte nur eine Schwester mit dem Namen Celsa Gutierrez. Am 14. Januar 1880 heiratete Garrett Apolinaria Gutierrez.:40–41 Zwischen 1881 und 1905 brachte Apolinaria Garrett acht Kinder zur Welt: Ida, Dudley, Elizabeth, Annie, Patrick, Pauline, Oscar und Jarvis.

## Werke
- Pat F. Garrett: The authentic life of Billy, the Kid. A faithful and interesting story. University of Oklahoma Press, Norman, OK 2000, ISBN 0-8061-3227-2 (englisch; Erstausgabe: The Authentic Life of Billy, the Kid, The Noted Desperado of the Southwest. New Mexican Printing and Publishing Company, Santa Fé 1882)

## Filme
Die Geschichte von Pat Garrett und Billy the Kid wurde mehrfach verfilmt.
Eine Auswahl der Filme ist in dem Artikel über Billy the Kid zu finden.